# Chelmac, Arad
Chelmac este un sat în comuna Conop din județul Arad, Banat, România.
Biserica de lemn „Pogorârea Sf.Spirit”, realizată în anul 1748 în satul Chelmac, a fost strămutată în localitatea Tisa, județul Hunedoara, în anul 1788 (sau anterior acestuia), fiind transportată cu o plută trasă de cai de-a lungul Mureșului.
De la biserica veche se mai păstrează ușile împărătești și cele diaconești, chivotul, o icoana a Maicii Domnului datand din anul 1746 și o icoana cu Mântuitorul Iisus Hristos.

## Legături externe

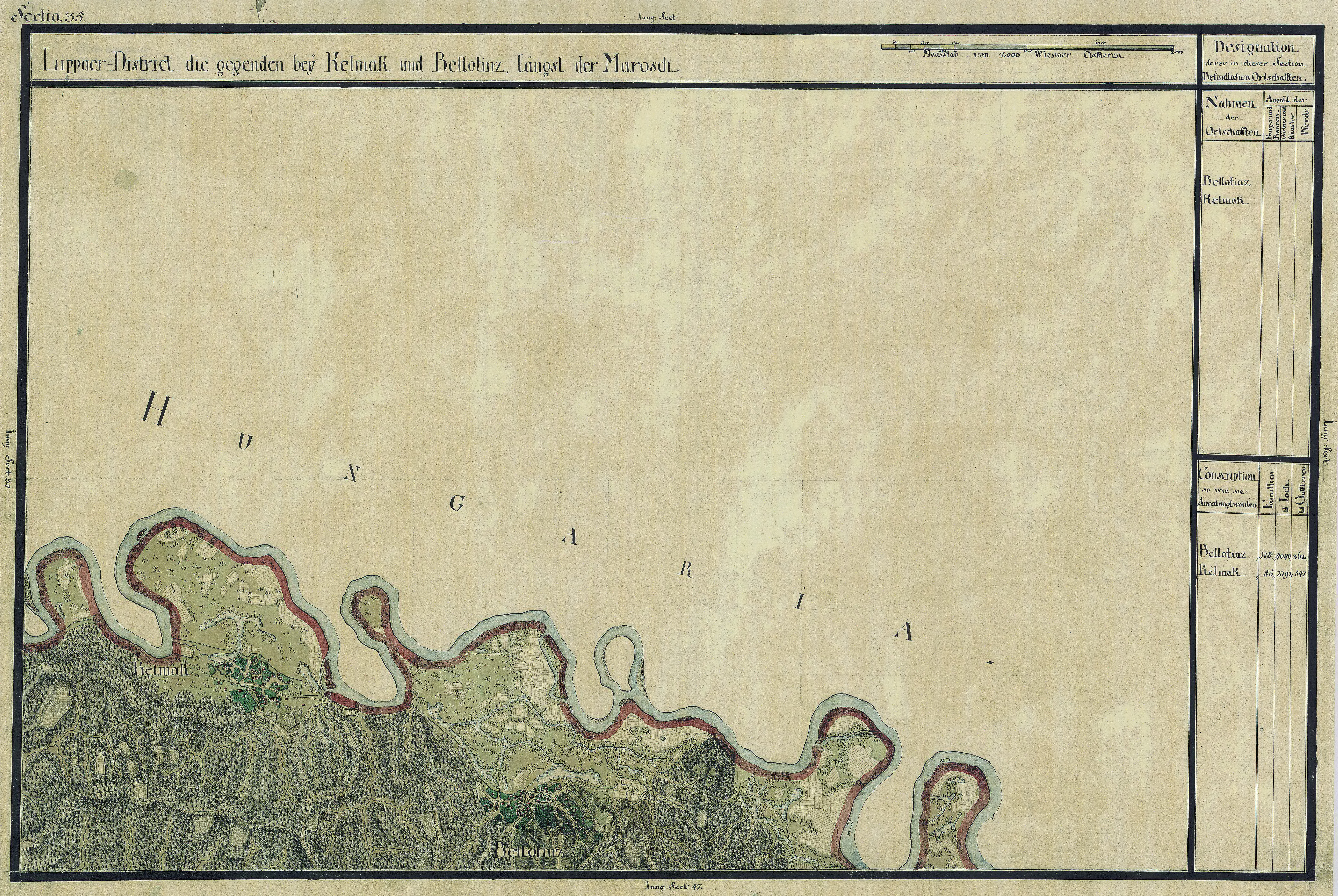
Chelmac în Harta Iosefină a Banatului, 1769-72